# Портола (Каліфорнія)
Портола (англ. Portola) — місто (англ. city) в США, в окрузі Плумас штату Каліфорнія. Населення — 2100 осіб (2020).

## Географія
Портола розташована за координатами 39°49′15″ пн. ш. 120°28′27″ зх. д. / 39.82083° пн. ш. 120.47417° зх. д. (39.820799, -120.474293).  За даними Бюро перепису населення США в 2010 році місто мало площу 14,00 км², уся площа — суходіл.

### Клімат
| Клімат : Портола                               | Клімат : Портола | Клімат : Портола | Клімат : Портола | Клімат : Портола | Клімат : Портола | Клімат : Портола | Клімат : Портола | Клімат : Портола | Клімат : Портола | Клімат : Портола | Клімат : Портола | Клімат : Портола | Клімат : Портола |
| Показник                                       | Січ.             | Лют.             | Бер.             | Квіт.            | Трав.            | Черв.            | Лип.             | Серп.            | Вер.             | Жовт.            | Лист.            | Груд.            | Рік              |
| Абсолютний максимум, °C                        | 21,7             | 22,2             | 28,9             | 30,0             | 34,4             | 43,9             | 43,3             | 41,7             | 37,8             | 33,3             | 27,8             | 22,2             | 43,9             |
| Середній максимум, °C                          | 6,0              | 7,9              | 11,1             | 15,0             | 19,8             | 24,9             | 30,1             | 29,1             | 25,6             | 19,4             | 11,9             | 6,9              | 17,3             |
| Середній мінімум, °C                           | −8,2             | −6,6             | −4,6             | −2,6             | 0,3              | 2,9              | 4,9              | 3,7              | 1,1              | −2,2             | −5,1             | −7,5             | −2               |
| Абсолютний мінімум, °C                         | −31,1            | −29,4            | −24,4            | −16,1            | −10,6            | −6,7             | −5,6             | −7,2             | −11,1            | −16,1            | −21,1            | −33,3            | −33,3            |
| Норма опадів, мм                               | 93               | 84               | 72               | 34               | 26               | 15               | 8                | 6                | 10               | 30               | 56               | 87               | 521              |
| Днів з опадами                                 | 8                | 8                | 8                | 5                | 5                | 3                | 1                | 1                | 2                | 4                | 6                | 7                | 58,0             |
| ---------------------------------------------- | ---------------- | ---------------- | ---------------- | ---------------- | ---------------- | ---------------- | ---------------- | ---------------- | ---------------- | ---------------- | ---------------- | ---------------- | ---------------- |
| Джерело: WRCC (temperature normals 1915–2013), |                  |                  |                  |                  |                  |                  |                  |                  |                  |                  |                  |                  |                  |

## Демографія
Згідно з переписом 2010 року, у місті мешкали 2104 особи в 887 домогосподарствах у складі 545 родин. Густота населення становила 150 осіб/км².  Було 1134 помешкання (81/км²).
Расовий склад населення:
| - 83,7 % — білих - 2,6 % — корінних американців - 0,6 % — чорних або афроамериканців - 0,6 % — азіатів - 9,4 % — осіб інших рас |

До двох чи більше рас належало 3,0 %. Частка іспаномовних становила 16,3 % від усіх жителів.
За віковим діапазоном населення розподілялося таким чином: 23,9 % — особи молодші 18 років, 61,7 % — особи у віці 18—64 років, 14,4 % — особи у віці 65 років та старші. Медіана віку мешканця становила 39,8 року. На 100 осіб жіночої статі у місті припадало 93,4 чоловіків;  на 100 жінок у віці від 18 років та старших — 89,8 чоловіків також старших 18 років.
Середній дохід на одне домашнє господарство  становив 46 883 долари США (медіана — 33 098), а середній дохід на одну сім'ю — 51 716 доларів (медіана — 38 750). За межею бідності перебувало 21,0 % осіб, у тому числі 26,0 % дітей у віці до 18 років та 5,5 % осіб у віці 65 років та старших.
Цивільне працевлаштоване населення становило 866 осіб. Основні галузі зайнятості: освіта, охорона здоров'я та соціальна допомога — 21,7 %, мистецтво, розваги та відпочинок — 12,7 %, транспорт — 11,7 %.